# Hemeroblemma punctulata
Hemeroblemma punctulata là một loài bướm đêm trong họ Erebidae.